# Web (rockband)
Web (eerder The Web) was een Britse band, die een kruising speelde tussen jazz en rock, die echter niet als jazzrock viel aan te merken.
De band ontstond al voor 1966, toen Tony Edwards en John Eaton met elkaar kennismaakten. Bandjes werden opgericht en verdwenen weer. The Tallmen en Sounds Unique liepen stuk voordat er goed en wel een album was opgenomen. Vooral de Sounds Unique heeft flink getoerd in West Europa en een platencontract bij Polydor was beloofd, maar nooit nagekomen. De band, die origineel uit Bournemouth komt, verhuisde naar Londen en kwam dicht bij elkaar te wonen. Sounds Unique bleek als naam niet aan te slaan en de baan nam een nieuwe naam aan: The Web. Ze dachten daarmee een makkelijke naam te hebben genomen, maar de eerste poster was direct fout: The Webb.   
The Web ging weer toeren en kwam in aanraking met Tom Jones, Jimi Hendrix en zelfs Nina Simone. Toen ze een keer samenspeelden met Zoot Money nam hij ze mee naar Decca en ze mochten een muziekalbum opnemen samen met de dan al bekende producer Mike Vernon. Het eerste album verkocht kennelijk zo goed, dat ze een tweede mochten opnemen. Ondertussen traden zo op bij televisie en radio en komen daarbij een stelletje schuchtere lui tegen: Status Quo.
In 1969 traden zo op de Royal Albert Hall met bands als Amen Corner en The Marmalade. Bij de tour na hun tweede album traden ze ook op met Episode Six, de voorloper van Deep Purple. Vanuit die band kwam Dave Lawson de gelederen versterken.
Dit alles mocht echter niet baten, de band viel uit elkaar. De leden probeerden het nog een keer onder de naam Samurai, maar daarna was het afgelopen.

## Vergelijkbaar
De bands die qua muziek het dichtstbij komen zijn Blood, Sweat and Tears en Chicago in hun beginjaren.

## Discografie
- 1969: Fully Interlocking
- 1970: Theraphosa Blondi
- 1971: I, Spider

## Bron
- Uitgave cd’s op Esoteric Records